# Wolverine Lake, Cochrane District
Wolverine Lake är en sjö i Kanada.   Den ligger i Cochrane District och provinsen Ontario, i den sydöstra delen av landet, 800 km nordväst om huvudstaden Ottawa. Wolverine Lake ligger 232 meter över havet. Arean är 4,5 kvadratkilometer. Den sträcker sig 6,2 kilometer i nord-sydlig riktning, och 3,0 kilometer i öst-västlig riktning.
I omgivningarna runt Wolverine Lake växer i huvudsak blandskog. Runt Wolverine Lake är det glesbefolkat, med 16 invånare per kvadratkilometer.